# Copris keralensis
Copris keralensis är en skalbaggsart som beskrevs av Gill 1986. Copris keralensis ingår i släktet Copris och familjen bladhorningar. Inga underarter finns listade i Catalogue of Life.